# رنا تاکدا
رنا تاکدا (انگلیسی: Rena Takeda؛ زادهٔ ۲۷ ژوئیهٔ ۱۹۹۷) مدل، بازیگر و شخصیت تلویزیونی اهل ژاپن است. وی از سال ۲۰۱۳ میلادی تاکنون مشغول فعالیت بوده‌است.